# Prežvekovalec
Prežvekovalci ali ruminanti so rastlinojedi (herbivorni) sesalci podreda Ruminantia. Zanje je značilno, da so sposobni pridobivanja hranil iz rastlinskega materiala, ki ga s pomočjo simbiotskih mikroorganizmov fermentirajo v specializiranem in prilagojenem želodcu. Proces poteka v prednjem delu prebavnega sistema in navadno zahteva regurgitacijo (vračanje želodčne vsebine v ustno votlino) in vnovično žvečenje deloma fermentirane paše. Postopek vnovičnega žvečenja rastlinske materije z namenom razgradnje hrane na manjše gradnike in vzpodbujanje prebave se imenuje prežvekovanje ali ruminacija. Tujka ruminant (po slovensko prežvekovalec) izvira iz latinskega jezika, kjer ruminare pomeni "žvečiti ali prežvekovati pašo".
Med prežvekovalce sodi več kot 200 vrst, ki so bodisi udomačene bodisi prostoživeče divje vrste. Ruminanti so denimo številni votlorogi (govedo, koze, ovce, antilope in gazele), jeleni in žirafe.
Taksonomsko podred Ruminantia združuje linije rastlinojedih sodoprstih kopitarjev, ki veljajo za najbolj napredne in zelo razširjene kopitarje sveta. Podred Ruminantia vključuje šest različnih družin: Tragulidae (pritlikavi pižmarji), Giraffidae (žirafe), Antilocapridae (vilorogi), Moschidae (pižmarji), Cervidae (jeleni) in Bovidae (votlorogi).

## Opis

### Klasifikacija in taksonomija
Hofmann in Stewart sta prežvekovalce razdelila na tri glavne kategorije, ki temeljijo na njihovem načinu prehranjevanja in tipu hrane: koncentrirani selektorji (z razmeroma majhnima vampom in kapico, prehranjujejo se z grmičevjem in drevesi, sem sodijo jeleni in žirafe), vmesni tipi (koze) in jedci trave/krme (govedo in ovce). Strokovnjaka sta bila mnenja, da prehranjevalne navade pustijo morfološke posledice na prebavnem sistemu prežvekovalcev (vključujoč ustne žleze slinavke, velikost vampa itd.). Kasneje je Woodall ugotovil, da je le malo povezave med vsebnostjo vlaknin (balastnih snovi) v prehrani prežvekovalca in morfološkimi lastnostmi njegovega prebavnega sistema.
Obstaja delež sesalcev, ki jih uvrščamo med neprave prežvekovalce (psevdoruminante), katerih želodec ni štiridelen (kot je značilno za tipične prave prežvekovalce), ampak ima le tri kompartimente. Takšni so denimo povodni konji (Hippopotamidae).Tudi nepravi prežvekovalci se tako kot tradicionalni prežvekovalci poslužujejo bakterijske fermentacije v prednjem črevesu, veliko jih tudi prežvekuje pašo. Kljub temu obstajajo določene razlike v anatomiji in načinu prebave, ki jih ločijo od pravih prežvekovalcev.
Neprežvekovalci so monogastrični rastlinojedi (nosorogi, konji, lagomorfi), ki imajo le enostaven in enodelen želodec. Pri tovrstnih živalih bakterijska fermentacija poteka v zadnjem črevesu, v povečanem cekumu ali slepem črevesu (začetnem predelu debelega črevesa). Pri lagomorfih (zajcih, kuncih in žvižgačih) v slepem črevesu nastajajo tako imenovani cecotropi, ki preidejo debelo črevo, se izločijo, nakar jih živali znova zaužijejo, da s tem pridobijo dodatne uporabne snovi (so koprofagi).

## Prebavni sistem prežvekovalcev
Glavna razlika med prežvekovalci in neprežvekovalci je štiridelen želodec prežvekovalcev, sestavljen iz treh predželodcev (nepravih želodcev) in enega pravega želodca:
1. vamp (rumen)—primarno mesto bakterijske fermentacije
2. kapica (reticulum)—tesno povezan z vampom, omogoča prehod hrane nazaj v ustno votlino
3. devetogub ali prebiralnik (omasum)—prejme prežvečeno pašo in absorbira hlapljive maščobne kisline (VFA)
4. siriščnik (abomasum)—pravi želodec, namenjen encimatski in kislinski prebavi

Prežvekovalci na paši hrano navadno le malo prežvečijo in zatem hitro pogoltnejo. Ko zaključijo s pašo, se umaknejo v zavetje, kjer je nevarnost plenilcev manjša, živali pa lahko v miru prežvekujejo (regurgitirajo hrano iz želodca v ustno votlino in jo tam znova žvečijo na manjše delce ter zatem požirajo). Kar eno tretjino časa lahko prežvekovalci porabijo za prežvekovanje.
Prvi dve kamrici štiridelnega želodca sta vamp in kapica, ki sta si zelo podobna (tako po izgledu kot po funkciji). Ta dva predela sta odgovorna za fermentacijo in delovanje mikroorganizmov. Fermentacija, ki jo izvajajo mikrobi, je ključna za proces prebave, saj se na tak način sestavljeni ogljikohidrati (na primer celuloza) cepijo na manjše gradnike. Mikrobi najbolje uspevajo v toplih, vlažnih in anaerobnih pogojih, kjer je temperatura od 37.7 do 42.2 °C in pH vrednost med 6,0 in 6,4 (blizu nevtralnega). Prežvekovalci brez svojih simbiotskih mikrobov ne bi mogli sprostiti energijsko bogatih hranil iz rastlinske materije. Hrana se pomeša s slino in razporedi v več plasti trdega ter tekočega materiala. Oblikuje se bolus.
Zatem pride do regurgitacije bolusa (prehod iz kapice preko požiralnika v ustno votlino) in vnovičnega žvečenja; hrana se znova meša s slino in cepi na še manjše kosce. Vlaknine, predvsem celulozo in hemicelulozo, v teh dveh kamricah mikrobi (v glavnem bakterije, pa tudi nekatere praživali in glive) razgrajujejo na tri hlapljive maščobne kisline (VFA): etanojsko kislino, propanojsko kislino in butanojsko kislino. Fermentirajo se tudi beljakovine in ogljikovi hidrati, ki sicer ne služijo kot gradniki (na primer pektini, sladkorji in škrob ter njegovi derivati). Slina je zelo pomembna, ker zagotavlja tekočino za transport mikrobov, prenaša dušik in minerale ter deluje kot pufer in s tem ohranja stalen pH vampa.
Med pomembnejše funkcije kapice spada tudi zbiranje dovolj majhnega rastlinskega materiala in potiskanje dalje v sledeče dele štiridelnega želodca, medtem ko preveliki kosci ostajajo v sistemu vampa in kapice ter nadaljujejo svojo razgradnjo. Kapica hkrati predstavlja pregrado za velike in težke predmete, ki jih žival občasno zaužije (žice, žeblji ipd.). Fermentirana in deloma razgrajena hrana potuje v naslednjo kamrico, devetogub ali prebiralnik, ki je s kapico povezan z ozkim tunelom. Ta nadzoruje prehod snovi v sledeči siriščnik (prehajajo lahko le dovolj majhni delci), hkrati skrbi za absorpcijo hlapljivih maščobnih kislin (VFA) in amonijaka.  Poteče tudi absorpcija vode. Zatem se hrana premakne v pravi želodec, siriščnik, ki je nekakšen ekvivalent želodca neprežvekovalcev (tudi prebava poteka na podoben način). Siriščnik sprosti kisline (klorovodikova kislina) in želodčne encime (pepsin), ki nadaljujejo prebavo rastlinskega materiala. Hkrati se tukaj izvaja prebava mikrobov iz vampa. Sledi prenos hrane v tanko črevo, kjer potekata tako razgradnja kot tudi absorpcija (privzem) hranil. Zadnjo fazo procesa prebave predstavlja debelo črevo, kjer se vrši mikrobna fermentacija vlaknin, absorpcija vode in ionov ter mineralnih snovi.

### Povzetek
Prežvekovalci so rastlinojede živali, ki na paši hrane ne žvečijo veliko, ampak jo hitro pogoltnejo, nakar material potuje v vamp (prvi del štiridelnega želodca), kjer poteka bakterijska fermentacija. Po zaključku paše se kopitarji umaknejo v zaklon, kjer v miru nadaljujejo proces prebave. Deloma fermentirana hrana se preko z vampom tesno povezane kapice pomakne v požiralnik, ki omogoča dvosmerni prehod. Sledi regurgitacija (prehod hrane nazaj v ustno votlino) in prežvekovanje, ki je lahko dolgotrajno. Zatem hrana prehaja nazaj v sistem vampa in kapice, kjer bodisi poteka nadaljnja razgradnja bodisi dovolj majhni kosci preko kapice preidejo v devetogub ali prebiralnik in zatem v pravi želodec, siriščnik, kjer poteka encimatska in kislinska razgradnja. Zadnjo stopnjo prebave predstavljajo tanko, slepo in debelo črevo.

## Pogostost, razširjenost in udomačitev
Divjih prežvekovalcev naj bi bilo vsaj 75 milijonov, avtohtoni so na vseh kontinentih z izjemo Antarktike. Skoraj 90 odstotkov vseh vrst prebiva v Evraziji in Afriki. Živali poseljujejo raznolike življenjske prostore (od odprtih planjav do gozdov), najti jih je mogoče v variabilnih podnebnih tipih (od tropov do arktičnega podnebja).
Udomačenih prežvekovalcev je več kot 3,5 bilijonov, pri čemer govedo, ovce in koze (torej votlorogi), predstavljajo kar 95 odstotkov celotnega števila. Koze so udomačili nekje 8000 pr. n. št. na Bližnjem vzhodu, medtem ko se je proces udomačitve ostalih vrst zgodil 2500 pr. n. št. (na Bližnjem vzhodu ali južni Aziji).

## Fiziologija prežvekovalcev
Za prežvekovalce je značilna vrsta fizioloških prilagoditev, ki jim omogoča preživetje v naravi. Med eno takšnih lastnosti spadajo neprestano rastoči zobje. Med muljenjem rastlinja silicij, ki ga vsebuje rastlinski material, povzroča abrazijo zob. Temu se prežvekovalci zoperstavijo z neprestano rastočimi zobje. Večina prežvekovalcev nima gornjih sekalcev, na njihovem mestu pa se nahaja tako imenovana dentalna ploščica, ki omogoča zadovoljivo žvečenje rastlinske hrane. Še ena značilnost prežvekovalcev je obsežen vamp, ki jim omogoča zaužitje večje količine hrane, samo prežvekovanje pa se vrši kasneje.

## Mikrobiologija vampa
Vretenčarji nimajo encima celulaze in zato sposobnosti hidrolize β-1,4 glikozidne vezi, ki veže glukozne monomere celuloze. Posledično se prežvekovalci za presnavljanje celuloze v celoti zanašajo na svoje simbiotske mikroorganizme vampa in zadnjega črevesa. Prebavo hrane v vampu večinsko izvaja mikroflora, ki jo sestavljajo gosto poseljene populacije različnih vrst bakterij, praživali in občasno kvasovk ter drugih gliv. 1 mililiter vampa naj bi vseboval 10–50 bilijonov bakterij in 1 milijon praživali, pa tudi precej kvasovk in drugih gliv.
Okolje vampa prežvekovalcev je anaerobno, kar pomeni, da je večji delež mikrobnih vrst obveznih (obligatnih) ali fakultativnih anaerobov.
Ko bakterije v vampu vršijo fermentacijo, porabijo okoli 10% ogljika, 60% fosforja in 80% dušika, ki jih zaužije prežvekovalec. Da lahko privzame tudi te elemente, mora prežvekovalec v siriščniku prebaviti simbiotske bakterije. Encim lizocim je namenjen tovrstni razgradnji. Pankreatične ribonukleaze tankega črevesa razgrajujejo bakterijsko RNK, da lahko prežvekovalec privzema dušik.
Med pašo prežvekovalci proizvedejo velike količine sline – ocene predvidevajo, da naj bi krava proizvedla od 100 do 150 litrov sline na dan. Slina prežvekovalcem predstavlja tekočino, potrebno za fermentacijo v vampu, deluje pa tudi kot pufer. Fermentacija v vampa proizvede velike količine organskih kislin, zato je zelo važno, da se s pomočjo pufrov ohranja stalni pH vampa. Ko deloma prebavljena hrana preide vamp, devetogub absorbira odvečno tekočino, da se encimi in kisline siriščnika ne razredčijo preveč.

## Tanini in prežvekovalci
Tanini (čreslovine) so fenolne spojine, ki jih pogosto najdemo v rastlinah. Ločimo dva glavna razreda; hidrolizi podvrženi (hidrolizabilni) tanini in kondenzirani tanini. Tanini so lahko koristni (pomagali naj bi pri rasti volne, zvišanju produkcije mleka in ravni ovulacije ipd.).
Čreslovine pa so lahko za prežvekovalce tudi strupene, ker povzročajo obarjanje beljakovin, ki posledično niso prebavljive. Poleg tega zavirajo absorpcijo hranil z zmanjšanjem populacije proteolitičnih bakterij vampa. Visoke ravni taninov lahko vodijo v zastrupitev in smrt. Živali, ki pogosto zauživajo hrano, bogato s čreslovinami, občasno razvijejo obrambne mehanizme (na primer sproščanje lipidov in zunajceličnih polisaharidov, ki imajo visok privlak za vezavo čreslovin). Nekateri prežvekovalci (koze, jeleni in losi) se brez težav prehranjujejo s hrano, bogato s tanini, ker imajo v svoji slini beljakovine, ki vežejo čreslovine.

## Verska pomembnost
Mojzesovi zakoni, zapisani v Svetem Pismu, vernikom dovoljujejo jedačo zgolj tistih sesalcev, ki imajo preklane parklje (so torej sodoprsti kopitarji) in prežvekujejo. Teh zapovedi se Judi držijo še danes.

## Prežvekovalci in podnebne spremembe
V vampu prežvekovalcev se med simbiotskimi prokarionti nahajajo tudi arheje, ki so metanogene, kar pomeni, da v presnovnih procesih proizvajajo plin metan. Metan velja za močan toplogredni plin, njegov potencial za globalno segrevanje je kar 86 v primerjavi z ogljikovim dioksidom (gledano v dvajsetletnem obdobju).
Leta 2010 je bakterijska črevesna fermentacija prispevala kar 43% emisij toplogrednih plinov izmed vseh kmetijskih aktivnosti na svetu in 22% emisij metana v Združenih državah. Meso udomačenih prežvekovalcev naj bi imelo višji ogljični odtis kot drugi tipi mesa in rastlinski viri beljakovin. Metan, ki ga pridelajo za meso gojene živali (predvsem prežvekovalci), zajema 15–20% globalne proizvodnje metana (razen, če so bile živali ulovljene v divjini).